# Sticks and Stones
Albums de New Found Glory
New Found Glory
(2000) Catalyst
(2004)
Sticks and Stones est le troisième album studio du groupe de punk mélodique américain New Found Glory. Sorti en 2002, il contient, pour la première fois, des chansons plus personnelles et plus sombres que les albums précédents.

## Liste des titres
1. Understatement - 3:11
2. My Friends Over You - 3:40
3. Sonny - 3:27
4. Somethin' I Call Personality - 2:40
5. Head On Collision - 3:46
6. It's Been a Summer - 3:32
7. Forget My Name - 3:03
8. Never Give Up - 3:12
9. The Great Houdini - 2:46
10. Singled Out - 3:19
11. Belated - 3:05
12. The Story So Far - 4:06

Après un long blanc de 20:33 apparaît un morceau-fantôme, The Toothpick Song - 1:54 ; les membres du groupe s'amusent avec le matériel du studio.

## Musiciens
- Jordan Pundik : chant
- Chad Gilbert : guitare et chœurs
- Steve Klein : guitare et chœurs
- Ian Grushka : basse et chœurs
- Cyrus Bolooki : batterie